# 10,5 cm leFH 18M
105-мм польова гармата leFH 18М з дульним гальмом (нім. 10,5 cm leichte Feldhaubitze 18 Mündungsbremse) — німецька 105-мм легка польова гаубиця, яка використовувалася під час Другої світової війни як стандартна артилерійська система піхотних формувань вермахту. Ця гаубиця також постачалась обмеженими партіями союзникам Німеччини: Фінляндії, Угорщині, а також і іншим країнам: Нідерландам, Бразилії, Іспанії. Після війни польова гаубиця залишилася на озброєнні Чехословаччини, Югославії та Австрії.
Як і багато інших гаубиць ця мала низку боєприпасів, серед них бронебійні, осколково-фугасні та димові. Гармата, за винятком лафета та щита, також використовувалась як озброєння Sd.Kfz. 124 Wespe — самохідна артилерійська установка, яка мала більшу дальність стрільби.

## Історія
З огляду на те, що точність стрільби 105-мм польової гармати leFH 18 на практиці виявилася не настільки високою, як було потрібно, було вирішено використовувати дулове гальмо. Гальмо знизило віддачу гармати на 27 %, що дало змогу не тільки підвищити точність стрільби, а й застосовувати нові постріли підвищеної дальності (зі збільшеним метальним зарядом).
У результаті 105-мм польова гармата leFH 18М замінила 10,5-см гаубицю leFH 18 як стандартну німецьку дивізійну польову гаубицю, що використовувалась під час Другої світової війни. Вона була спроектована і розроблена компанією Rheinmetall після початку війни з метою збільшення дальності стрільби з базової конструкції leFH 18. Було встановлено дульне гальмо та відрегульовано систему віддачі, щоб дозволити використання більш потужного заряду та нового далекобійного снаряду. Як правило, нею не оснащували окремі артилерійські дивізіони до Сталінградської битви у 1943 році. 53 гармати були також експортовані до Фінляндії, де вони були відомі як 105 H 33.
У 1943 році з метою уніфікації було створено чергову модифікацію — leFH 18/42. Тепер 105-мм гармату ставили на лафет протитанкової гармати Pak 40. Новий лафет мав торсіонну підвіску, ширші колеса. У цій модифікації також вдалося підвищити ефективність дульного гальма.
105-мм польова гармата leFH 18М також перебувала на озброєнні сирійської армії, один екземпляр зберігається у Військовому музеї в Дамаску. Цей тип періодично використовувався повстанськими угрупованнями під час громадянської війни в Сирії, в липні 2013 і травні 2015 року.

## Зброя схожа за ТТХ та часом застосування
- 10-см гаубиця M.14 «Skoda» 14/19
- 105-мм польова гармата M. 15
- 105-мм польова гармата 105/14 modello 18
- 107-мм дивізійна гармата зразка 1940 (М-60)
- 100-мм польова гармата БС-3
- 107-мм гармата зразка 1910/30 років
- 105-мм польова гармата K 17
- 105-мм польова гармата leFH 16
- 105-мм польова гармата M.12
- 105-мм гаубиця MÁVAG 40/43M
- 105-мм гаубиця modèle 1934 Schneider
- 105-мм польова гармата modèle 1925/27 Schneider
- 105-мм польова гармата modèle 1936 Schneider
- 105-мм легка причіпна гаубиця M101
- 105-мм польова гармата Model 1927
- 105-мм польова гармата Тип 38
- 105-мм польова гармата Тип 92